# 弘化
弘化是日本的年號之一。在天保之後、嘉永之前。指1844年到1848年的期間。這個時代的天皇是仁孝天皇、孝明天皇。江戶幕府的將軍是德川家慶。

## 改元
- 天保15年12月2日（公元1845年1月9日） 因江戶城火災等災異而改元
- 弘化5年2月28日（公元1848年4月1日） 改元為嘉永

## 出典
出自《尚書》的「貳公弘化，寅亮天地」。

## 西元對照表
| 弘化 | 元年   | 2年    | 3年    | 4年    | 5年    |
| ---- | ------ | ------ | ------ | ------ | ------ |
| 西元 | 1844年 | 1845年 | 1846年 | 1847年 | 1848年 |
| 干支 | 甲辰   | 乙巳   | 丙午   | 丁未   | 戊申   |

## 相關項目
| 前一年號： 天保 | 日本年號 | 下一年號： 嘉永 |